# Tuğba Karademir
Tuğba Karademir (Ankara, 17 de març de 1985) és una patinadora artística sobre gel turca. Va ser 10a en el Campionat Europeu de 2007, cosa que ajudareix a la popularització del patinatge sobre gel a Turquia. Va representar a Turquia també en els Jocs Olímpics d'Hivern de 2006 a Toronto i als Jocs Olímpics d'Hivern de 2010 a Vancouver.